# لمو
لمو (به فنلاندی: Lemu) تلفظ فنلاندی: [ˈlemu] (به سوئدی: Lemo) شهری سابق در فنلاند و یک بخش کلیسایی قدیمی مربوط به قرون وسطی بود. این شهر به همراه آسکاینن، در ۱ ژانویه ۲۰۰۹ با ماسکو ادغام شد.